# نقطه فروپاشی (فیلم ۱۹۵۰)
نقطه فروپاشی (انگلیسی: The Breaking Point) یک فیلم نوآر درام و جنایی به کارگردانی مایکل کورتیز است که در سال ۱۹۳۷ منتشر شد.

## بازیگران
- جان گارفیلد
- پاتریشا نیل
- فیلیس ثکستر
- خوانو هرناندز
- والاس فورد
- ویلیام کمبل
- شری جکسون
- ویکتور سن یونگ